# Црква Светог Игњатија Богоносца у Малом Црнићу
Црква Светог Игњатија Богоносца у Малом Црнићу подигнута је 1892. године заслугом индустријалца Антона И. Бајлонија, о чему сведочи и натпис на мермерној плочи изнад западног портала. Из њега сазнајемо да је црква завршена 12. јула 1892. године, а свечано освећена од стране митрополита Михаила 18. септембра 1894. године. Црква у Малом Црнићу је проглашен за споменик културе.

## Изглед
Саграђена је у духу ханзенатике по пројекту архитекте Светозара Ивачковића, као једнокуполна грађевина, основе слободног крста. Просторно је подељена на олтарску апсиду на истоку, наос са правоугаоним певничким просторима и малу припрату са галеријом на западу. Декорацију фасада одликује јасан утицај Ханзенове школе уз употребу полихромије, односно комбиновања окер боје и тзв. „помпејско црвене“. За архитекту Ивачковића карактеристични су употреба квадрифора од белог мермера на бочним фасадама, западни портал са портиком у облику балдахина и купола која се уздиже над укрсницом и почива на кружном тамбуру са узаним монофорама које се смењују са слепим нишама.
Изузетно вредну сликарску целину чини десет икона распоређених у три зоне на нижој олтарској прегради изведеној у класицистичком духу, рад једног од најзначајнијих представника српског романтизма Стеве Тодоровића и мајстора његове сликарске радионице. Живопис у цркви радио је сликар Доминик.
Црква поседује вредне примере икона, богослужбених књига и сасуда и комада црквеног мобилијара. Од покретних икона посебно су вредне: две приложничке иконе Ане и Антона Бајлонија, икона Успења Богородице, рад Живе Радака из 1894. године коју је цркви даровао Стојан Стојићевић и икона Свете Тројице, рад пожаревачког сликара Живка Павловића.
У порти се налазе звоник подигнут 1906. године и споменик палим ратницима у ратовима за ослобођење Србије.